# Левицький Анатолій Іванович
Анато́лій Іва́нович Леви́цький (нар. 16 січня 1947, село Безводне Ямпільського району Вінницької області) - (7 червня 2023 року, Вінниця) — заслужений працівник культури України (1995).

## Біографічні відомості
В 1961 році після закінчення безводнівської восьмирічної школи вступив до Вінницького музичного училища, яке закінчив у 1965 році.
В 1965—1966 роках працював викладачем Барської музичної школи та був керівником естрадного оркестру на машинобудівному заводі. В 1966 році призваний до лав Радянської Армії.
Після демобілізації з 1968 року працював методистом обласного будинку народної творчості та старшим інспектором обласного управління культури.
У 1974 році заочно закінчив Харківський інститут культури за фахом «Клубний працівник вищої кваліфікації, керівник оркестру духових інструментів».
1974 року 27-річний Анатолій Левицький очолив Вінницьку обласну філармонію. Він став наймолодшим керівником такого закладу в тодішньому Радянському Союзі. На цій посаді пропрацював 19 років.
Учасник ліквідації наслідків аварії на Чорнобильській АЕС ІІ категорії (1986 р.). Створив і очолив концертну бригаду для обслуговування ліквідаторів аварії.
З лютого 1994 року працював на посаді начальника управління культури Вінницької міської ради. З листопада 1997 року — начальник управління культури облдержадміністрації. В липні-грудні 1999 року обіймав посаду заступника голови обласної державної адміністрації.
З грудня 1999 року по квітень 2008 року працював начальником управління культури і туризму облдержадміністрації.
З 2008 року Левицький А. І. знову очолює колектив Вінницької обласної філармонії.
З 2015 року Анатолій Левицький — радник заступника голови облдержадміністрації з питань культури.
Одружений. Дружина — Левицька Галина Павлівна, донька — Левицька Ольга Анатоліївна.

## Нагороди
За значні досягнення в галузі культури Анатолія Левицького відзначено:
- орденом «Знак Пошани» (1986)
- званням «Заслужений працівник культури України» (21 грудня 1995 року)[1]
- орденом «За заслуги» ІІІ ступеня (13 травня 1999 року)